# Предприятие
Предприя́тие — самостоятельный, организационно-обособленный хозяйствующий субъект, который производит и сбывает товары, выполняет работы, оказывает услуги. Часто в качестве частичных синонимов термина «предприятие» выступают понятия «фирма», «компания», «корпорация». При этом следует разделять предприятие как юридическое лицо и предприятие как имущественный комплекс (завод, фабрика, магазин, ресторан и т.п.). Зачастую одному юридическому лицу принадлежит несколько заводов, фабрик, магазинов и т.п, часто при этом юридически они выделяются как филиалы. Также предприятие может принадлежать индивидуальному предпринимателю.

## Определение
Предприятие — самостоятельный, организационно-обособленный хозяйствующий субъект, который производит и сбывает товары, выполняет работы, оказывает услуги. Согласно ст.132 ГК РФ предприятие — имущественный комплекс, используемый для осуществления предпринимательской деятельности.
В современных условиях предприятие является основным звеном рыночной экономики, поскольку именно на этом уровне создаются нужные обществу товары, оказываются необходимые услуги.
Предприятие как юридическое лицо имеет право заниматься любой хозяйственной деятельностью, не запрещённой законодательством и отвечающей целям создания предприятия, предусмотренным в уставе предприятия. Предприятие имеет самостоятельный баланс, расчётный и иные счета в банках, печать со своим наименованием.
Числящийся на балансе предприятия имущественный комплекс используется им для осуществления предпринимательской деятельности. Включает в себя все виды имущества, используемые для этой деятельности, в том числе:
1. земельные участки;
2. здания, сооружения, автомобильные дороги и железнодорожные пути;
3. оборудование, инвентарь;
4. сырьё;
5. продукцию;
6. права требования;
7. долги;
8. исключительные права (фирменное наименование, товарные знаки, знаки обслуживания);
9. денежные средства на счетах предприятия и в кассе предприятия.

Предприятие — обособленная специализированная единица, основным признаком которой является профессионально организованный трудовой коллектив, способный с помощью имеющихся в его распоряжении средств производства изготовить нужные потребителю товары (выполнить работы, оказать услуги) соответствующего значения, профиля и ассортимента. Производственное предприятие также называют производством. Неотъемлемой компонентой предприятия также является институциональный комплекс, включающий формальные и неформальные нормы, правила, регламенты, традиции.
Предприятия выполняют важные экономические функции, основной из которых является производство и сбыт продукции или услуг, пользующихся спросом. Предприятия также создают спрос на ресурсы производства на результаты исследований. Важной функцией предприятий является социализация работников, способствование их совместной трудовой деятельности.

## Классификация предприятий
Для целей систематизации различного типа предприятий выделяют следующие факторы, в соответствии с которыми предприятия подразделяются на группы:
- форма собственности;
- отраслевая принадлежность;
- организационно-правовая форма;
- размер предприятия;
- используемые ресурсы;
- местоположение;
- национальная принадлежность собственников предприятия;
- производственная структура.

По форме собственности различают предприятия, находящиеся в:
- государственной собственности;
- муниципальной собственности;
- частной собственности;
- собственности общественных организаций;
- иной форме собственности (смешанная собственность, собственность иностранных лиц, лиц без гражданства).

По масштабу предприятия разделяют на малые, средние и крупные. Классификационными факторами, определяющими отношение предприятия к малому, среднему или крупному, являются: количество работников, годовой оборот, размер основного капитала, количество рабочих мест, затраты на оплату труда, использование исходных материалов.
По организационно-правовой форме предприятия делятся на индивидуальные, партнёрства (хозяйственные товарищества и общества), корпорации (акционерные общества, госкорпорации).
По цели деятельности предприятия могут подразделяться на коммерческие и некоммерческие.
По отраслевой принадлежности предприятия подразделяются на:
1. промышленные предприятия, которые осуществляют производство товаров различного назначения;
2. торговые предприятия, которые сами не производят товары, но выполняют дистрибьюторские функции;
3. транспортные предприятия, которые занимаются перевозками с использованием различных транспортных средств;
4. предприятия в сфере услуг, оказывающие различные услуги, например, гостиницы, консалтинговые фирмы и другие;
5. предприятия сферы финансовых услуг:
  - банки, которые собирают финансовые средства, предоставляют кредиты и оказывают другие виды финансовых услуг;
  - страховые организации, которые осуществляют страхование от различных видов рисков.

## Ликвидация предприятия
Процесс, завершающий деятельность предприятия. Ликвидацию можно условно разделить на виды: добровольная ликвидация и альтернативная. Альтернативная ликвидация представляет собой либо продажу компании, либо внесение реорганизации фирмы. Продажа компании означает, что фирма остаётся действующим юридическим лицом, но с иным собственником (участником) и с иным руководителем (директором, генеральным директором). Реорганизация компании фактически приводит к внесению записи о прекращении деятельности юридического лица.